# Gran Premio motociclistico di Francia 1983
Il Gran Premio motociclistico di Francia 1983 fu il secondo appuntamento del motomondiale 1983.
Si svolse il 3 aprile 1983 sul circuito Bugatti di Le Mans e vide la vittoria di Freddie Spencer nella classe 500, di Alan Carter nella classe 250, di Ricardo Tormo nella classe 125, di Stefan Dörflinger nella classe 50 e di Rolf Biland nei sidecar.
In questo Gran Premio sono morti due piloti, entrambi nella 500: durante le prove libere del martedì, Iwao Ishikawa viene tamponato in frenata da Loris Reggiani, morendo qualche ora più tardi; durante la gara, Michel Frutschi è caduto, morendo più tardi in serata.

## Classe 500

### Arrivati al traguardo
| Pos. | Nº | Pilota              | Squadra                  | Motocicletta | Giri | Tempo     | Griglia | Punti |
| ---- | -- | ------------------- | ------------------------ | ------------ | ---- | --------- | ------- | ----- |
| 1º   | 3  | Freddie Spencer     | Honda Racing Corporation | Honda        | 29   | 47:47.900 | 2       | 15    |
| 2º   | 5  | Marco Lucchinelli   | Honda Racing Corporation | Honda        | 29   | +14.990   | 5       | 12    |
| 3º   | 9  | Ron Haslam          | Honda Racing Corporation | Honda        | 29   | +36.280   | 3       | 10    |
| 4º   | 4  | Kenny Roberts       | Marlboro Team Agostini   | Yamaha       | 29   | +44.110   | 1       | 8     |
| 5º   | 47 | Keith Huewen        | Heron Team Suzuki        | Suzuki       | 29   | +44.850   | 16      | 6     |
| 6º   | 10 | Marc Fontan         | Sonauto Gauloises        | Yamaha       | 29   | +45.720   | 9       | 5     |
| 7º   | 7  | Barry Sheene        | Heron Team Suzuki        | Suzuki       | 29   | +46.090   | 8       | 4     |
| 8º   | 39 | Guido Paci          |                          | Honda        | 29   | +1:30.190 | 24      | 3     |
| 9º   | 15 | Sergio Pellandini   | Carimati-Pezzani Racing  | Suzuki       | 29   | +1:33.850 | 20      | 2     |
| 10º  | 30 | Jack Middelburg     | Stichting Racing         | Honda        | 29   | +1:35.820 | 14      | 1     |
| 11º  | 19 | Wolfgang von Muralt |                          | Suzuki       | 29   | +1:39.650 | 23      |       |
| 12º  | 41 | Philippe Coulon     |                          | Suzuki       | 29   | +1:43.140 | 21      |       |
| 13º  | 50 | Peter Sjöström      |                          | Suzuki       | 28   | +1 giro   | 26      |       |
| 14º  | 59 | Maurizio Massimiani | HIRT Italia              | Honda        | 28   | +1 giro   | 31      |       |
| 15º  | 55 | Louis-Luc Maisto    |                          | Suzuki       | 28   | +1 giro   | 32      |       |
| 16º  | 40 | Walter Migliorati   | Moto Club Carate         | Suzuki       | 28   | +1 giro   | 34      |       |
| 17º  | 46 | Stuart Avant        |                          | Suzuki       | 28   | +1 giro   | 37      |       |
| 18º  | 51 | Ernst Gschwender    | MO Motul Racing          | Suzuki       | 28   | +1 giro   | 28      |       |
| 19º  | 20 | Jon Ekerold         |                          | Cagiva       | 26   | +3 giri   | 36      |       |

### Ritirati
| Nº | Pilota              | Squadra                | Motocicletta | Giri | Griglia |
| -- | ------------------- | ---------------------- | ------------ | ---- | ------- |
| 37 | Paolo Ferretti      |                        | Yamaha       | 25   | 33      |
| 42 | Alain Röthlisberger |                        | Yamaha       | 24   | 30      |
| 54 | Marco Greco         |                        | Suzuki       | 23   | 38      |
| 43 | Steve Parrish       | Mitsui Yamaha          | Yamaha       | 20   | 15      |
| 49 | Chris Guy           |                        | Suzuki       | 17   | 17      |
| 52 | Eero Hyvärinen      |                        | Suzuki       | 16   | 25      |
| 11 | Virginio Ferrari    |                        | Cagiva       | 12   | 12      |
| 38 | Leandro Becheroni   |                        | Suzuki       | 7    | 11      |
| 14 | Michel Frutschi     |                        | Honda        | 5    | 18      |
| 18 | Didier de Radiguès  | Johnson Elf            | Honda        | 5    | 27      |
| 1  | Franco Uncini       | HB Suzuki-Gallina      | Suzuki       | 4    | 6       |
| 35 | Raymond Roche       |                        | Honda        | 2    | 10      |
| 17 | Gustav Reiner       |                        | Suzuki       | 1    | 29      |
| 6  | Randy Mamola        | HB Suzuki GP           | Suzuki       | 0    | 7       |
| 27 | Eddie Lawson        | Marlboro Team Agostini | Yamaha       | 0    | 4       |
| 31 | Andreas Hofmann     |                        | Suzuki       | 0    | 35      |
| 34 | Jean Lafond         |                        | Fior         | 0    | 22      |

### Non partiti
| Nº | Pilota            | Squadra                  | Motocicletta | Griglia |
| -- | ----------------- | ------------------------ | ------------ | ------- |
| 12 | Boet van Dulmen   |                          | Suzuki       | 13      |
| 8  | Takazumi Katayama | Honda Racing Corporation | Honda        | 19      |

## Classe 250
36 piloti alla partenza.

### Arrivati al traguardo
| Pos. | Nº | Pilota               | Motocicletta | Tempo     | Griglia | Punti |
| ---- | -- | -------------------- | ------------ | --------- | ------- | ----- |
| 1º   | 32 | Alan Carter          | Yamaha       | 42:29.910 | 31      | 15    |
| 2º   | 2  | Jacques Cornu        | Yamaha       | +2.430    | 4       | 12    |
| 3º   | 26 | Thierry Rapicault    | Yamaha       | +2.990    | 14      | 10    |
| 4º   | 6  | Didier de Radiguès   | Chevallier   | +3.720    | 8       | 8     |
| 5º   | 20 | Tony Head            | Armstrong    | +18.570   | 20      | 6     |
| 6º   | 14 | Patrick Fernandez    | Bartol       | +19.690   | 2       | 5     |
| 7º   | 35 | Jacques Bolle        | Yamaha       | +25.870   | 11      | 4     |
| 8º   | 56 | Harald Eckl          | Yamaha       | +26.810   | 21      | 3     |
| 9º   | 13 | Thierry Espié        | Chevallier   | +27.210   | 28      | 2     |
| 10º  | 48 | Jean-Marc Toffolo    | Rotax        | +27.450   | 25      | 1     |
| 11º  | 36 | Jean-Michel Mattioli | Yamaha       | +29.330   | 15      |       |
| 12º  | 60 | Pierre Bolle         | Yamaha       | +24.300   | 7       |       |
| 13º  | 15 | Sito Pons            | JJ Cobas     | +25.100   | 9       |       |
| 14º  | 23 | Ivan Palazzese       | Yamaha       | +35.470   | 33      |       |
| 15º  | 12 | Jean-François Baldé  | Chevallier   | +42.950   | 18      |       |
| 16º  | 34 | Bruno Lüscher        | Yamaha       | +44.000   | 19      |       |
| 17º  | 11 | Christian Estrosi    | Pernod       | +48.540   | 5       |       |
| 18º  | 25 | Reinhold Roth        | Yamaha       | +53.910   | 24      |       |
| 19º  | 45 | Ikeda Tasuda         | Yamaha       | +1:02.570 | 17      |       |
| 20º  | 7  | Paolo Ferretti       | Rotax        | +1:07.270 | 27      |       |
| 21º  | 59 | Carlos Cardús        | Rotax        | +1:48.720 | 22      |       |

### Ritirati
| Nº | Pilota                 | Motocicletta | Griglia |
| -- | ---------------------- | ------------ | ------- |
| 42 | Guy Bertin             | MBA          | 12      |
| 66 | Patrick Chatelet       | Yamaha       | 30      |
| 41 | Bernard Fau            | Yamaha       | 32      |
| 67 | Jean Foray             | Yamaha       | 16      |
| 3  | Roland Freymond        | Armstrong    | 23      |
| 8  | Jean-Louis Guignabodet | Yamaha       | 36      |
| 37 | Patrick Igoa           | Yamaha       | 29      |
| 5  | Carlos Lavado          | Yamaha       | 13      |
| 21 | Donnie Robinson        | Yamaha       | 35      |
| 58 | Philippe Robles        | Yamaha       | 26      |
| 10 | Christian Sarron       | Yamaha       | 1       |
| 1  | Jean-Louis Tournadre   | Yamaha       | 6       |
| 4  | Martin Wimmer          | Yamaha       | 3       |
| 54 | Edwin Weibel           | Yamaha       | 34      |

## Classe 125
37 piloti alla partenza.

### Arrivati al traguardo
| Pos. | Nº | Pilota                 | Motocicletta | Tempo     | Griglia | Punti |
| ---- | -- | ---------------------- | ------------ | --------- | ------- | ----- |
| 1º   | 5  | Ricardo Tormo          | MBA          | 45:25.160 | 1       | 15    |
| 2º   | 9  | Jean-Claude Selini     | MBA          | +35.510   | 11      | 12    |
| 3º   | 13 | Maurizio Vitali        | MBA          | +41.230   | 29      | 10    |
| 4º   | 10 | Johnny Wickström       | MBA          | +43.430   | 9       | 8     |
| 5º   | 42 | Thomas Møller-Pedersen | MBA          | +43.700   | 24      | 6     |
| 6º   | 51 | Jikka Jaakkola         | MBA          | +48.990   | 12      | 5     |
| 7º   | 15 | Bruno Kneubühler       | MBA          | +1:10.170 | 4       | 4     |
| 8º   | 55 | Giuseppe Ascareggi     | MBA          | +1:11.040 | 37      | 3     |
| 9º   | 7  | Pierluigi Aldrovandi   | MBA          | +1:12.590 | 17      | 2     |
| 10º  | 59 | Patrick Lagrive        | MBA          | +1:22.490 | 34      | 1     |
| 11º  | 39 | Willi Hupperich        | MBA          | +1:44.280 | 33      |       |
| 12º  | 38 | Peter Sommer           | MBA          | +1:46.850 | 25      |       |
| 13º  | 16 | Stefan Dörflinger      | MBA          | +2:57.330 | 10      |       |
| 14º  | 40 | Helmut Lichtenberg     | MBA          | +1 giro   | 36      |       |
| 15º  | 22 | Libero Piccirillo      | MBA          |           | 16      |       |
| 16º  | 36 | Rolf Rüttimann         | MBA          |           | 14      |       |
| 17º  | 33 | Patrick Daudier        | MBA          |           | 31      |       |
| 18º  | 37 | Joe Genoud             | MBA          | +2 giri   | 27      |       |
| 19º  | 61 | Antonio Boronat        | MBA          | +3 giri   | 28      |       |

### Ritirati
| Nº | Pilota              | Motocicletta | Griglia |
| -- | ------------------- | ------------ | ------- |
| 12 | Willy Pérez         | MBA          | 8       |
| 1  | Ángel Nieto         | Garelli      | 6       |
| 2  | Eugenio Lazzarini   | Garelli      | 2       |
| 6  | August Auinger      | MBA          | 7       |
| 8  | Hans Müller         | MBA          | 13      |
| 14 | Alfred Waibel       | Real         | 26      |
| 20 | Hans Spaan          | MBA          | 22      |
| 21 | Stefano Caracchi    | MBA          | 18      |
| 23 | Fausto Gresini      | MBA          | 3       |
| 25 | Gerhard Waibel      | MBA          | 21      |
| 28 | Anton Straver       | MBA          | 23      |
| 35 | Bady Hassaine       | MBA          | 30      |
| 45 | Lucio Pietroniro    | MBA          | 15      |
| 46 | Henk van Kessel     | MBA          | 20      |
| 47 | Per-Edvard Carlsson | MBA          | 35      |
| 52 | Esa Kytölä          | MBA          | 5       |
| 54 | Andrés Sánchez      | MBA          | 19      |

## Classe 50
36 piloti alla partenza.

### Arrivati al traguardo
| Pos. | Nº | Pilota              | Motocicletta | Tempo     | Griglia | Punti |
| ---- | -- | ------------------- | ------------ | --------- | ------- | ----- |
| 1º   | 1  | Stefan Dörflinger   | Kreidler     | 36:35.200 | 1       | 15    |
| 2º   | 2  | Eugenio Lazzarini   | Garelli      | +47.210   | 2       | 12    |
| 3º   | 10 | Hagen Klein         | FKN          | +1:05.280 | 4       | 10    |
| 4º   | 44 | Ingo Emmerich       | Kreidler     | +1:37.360 | 20      | 8     |
| 5º   | 35 | Paul Rimmelzwaan    | Roton        | +1:55.230 | 9       | 6     |
| 6º   | 13 | George Looijesteijn | Kreidler     | +2:03.610 | 12      | 5     |
| 7º   | 33 | Paul Bordes         | Moto 2L      | +1 giro   | 19      | 4     |
| 8º   | 7  | Theo Timmer         | Casal        |           | 3       | 3     |
| 9º   | 34 | Hans Koopman        | Kreidler     |           | 8       | 2     |
| 10º  | 8  | Massimo De Lorenzi  | Minarelli    |           | 15      | 1     |
| 11º  | 12 | Rainer Scheidhauer  | Kreidler     |           | 10      |       |
| 12º  | 26 | Ramon Gali          | Bultaco      |           | 29      |       |
| 13º  | 37 | Reiner Koster       | M1           |           | 25      |       |
| 14º  | 50 | Klaus Kull          | Kawadrom     |           | 31      |       |
| 15º  | 43 | Hans-Joachim Ritter | Kreidler     |           | 32      |       |
| 16º  | 36 | Jos van Dongen      | Kreidler     |           | 36      |       |
| 17º  | 23 | Chris Baert         | Kreidler     | +2 giri   | 35      |       |
| 18º  | 18 | Mika-Sakari Komu    | Kreidler     |           | 30      |       |
| 19º  | 30 | Gérard Velay        | Kreidler     |           | 34      |       |
| 20º  | 31 | Jean-Marc Velay     | Kreidler     |           | 28      |       |

### Ritirati
| Nº | Pilota             | Motocicletta | Griglia |
| -- | ------------------ | ------------ | ------- |
| 26 | Henri Laporte      | Moto 2L      | 27      |
| 25 | Yves Le Toumelin   | TYL          | 16      |
| 32 | Philippe Linares   | SBM          | 24      |
| 3  | Claudio Lusuardi   | Moto Villa   | 6       |
| 24 | Joaquin Gali       | Bultaco      | 33      |
| 16 | Zdravko Matulja    | Tomos        | 23      |
| 39 | Kasimir Rapczynski | Kreidler     | 26      |
| 9  | Hans Spaan         | Kreidler     | 11      |
| 15 | Gerhard Bauer      | Ziegler      | 5       |
| 6  | Hans-Jürgen Hummel | Sachs        | 7       |
| 46 | Stefan Danielsson  | Kreidler     | 13      |
| 49 | Joe Genoud         | Kreidler     | 14      |
| 40 | Rainer Kunz        | FKN          | 17      |
| 20 | Paolo Priori       | Paolucci     | 18      |
| 28 | Claude Delarbre    | ABF          | 21      |
| 17 | Gerhard Singer     | Kreidler     | 22      |

## Classe sidecar
La prima gara stagionale dei sidecar è vinta da Rolf Biland-Kurt Waltisperg, che precedono al traguardo con ampio margine Mick Barton-Simon Birchall e i campioni in carica Werner Schwärzel-Andreas Huber. Si ritirano invece Egbert Streuer-Bernard Schnieders, afflitti da problemi tecnici ed anche coinvolti in un incidente con l'equipaggio Steve Abbott-Shaun Smith.

### Arrivati al traguardo[3]
| Pos | Nº | Pilota               | Passeggero      | Squadra                  | Sidecar       | Tempo    | Griglia | Punti |
| --- | -- | -------------------- | --------------- | ------------------------ | ------------- | -------- | ------- | ----- |
| 1   | 2  | Rolf Biland          | Kurt Waltisperg | Krauser Racing           | LCR-Yamaha    | 39'32"04 | 1       | 15    |
| 2   | 15 | Mick Barton          | Simon Birchall  |                          | Windle-Yamaha | 40'15"34 | 9       | 12    |
| 3   | 1  | Werner Schwärzel     | Andreas Huber   | Krauser Racing           | Seymaz-Yamaha | 40'15"66 | 3       | 10    |
| 4   | 7  | Masato Kumano        | Kunio Takeshima |                          | LCR-Yamaha    | 41'11"08 | 11      | 8     |
| 5   | 17 | Hermann Huber        | Wolfgang Möckel | Sinzinger Mineralbrunnen | LCR-Yamaha    | 41'13"92 | 16      | 6     |
| 6   | 24 | Alfred Zurbrügg      | Martin Zurbrügg | Zurbrügg Racing          | Seymaz-Yamaha | +1 giro  | 15      | 5     |
| 7   | 39 | Egon Schons          | Eckart Rösinger | Sinzinger Mineralbrunnen | Busch-Yamaha  | +1 giro  | 19      | 4     |
| 8   | 36 | Theo van Kempen      | Geral de Haas   |                          | LCR-Yamaha    | +1 giro  | 18      | 3     |
| 9   | 32 | Hans Hügli           | Pierre Gonin    |                          | Seymaz-Yamaha | +1 giro  | 22      | 2     |
| 10  | 10 | Jean-François Monnin | Karl Paul       |                          | Seymaz-Yamaha | +1 giro  | 24      | 1     |